# Lazar Berman
Lazar Naumowicz Berman, ros. Ла́зарь Нау́мович Бе́рман (ur. 26 lutego 1930 w Leningradzie, zm. 6 lutego 2005 we Florencji) – rosyjski pianista.

## Życiorys
Naukę gry na fortepianie rozpoczął już jako dziecko, początkowo uczyła go matka, w wieku 3 lat został natomiast uczniem profesora Samarija Sawszynskiego. W 1937 roku wystąpił w moskiewskim Teatrze Bolszoj. W latach 1939–1948 kształcił się w Centralnej Szkole Muzycznej w Moskwie pod kierunkiem Aleksandra Goldenweisera, następnie w latach 1948–1953 był uczniem Konserwatorium Moskiewskiego, gdzie odbył też studia podyplomowe (1953–1956). Jako profesjonalny pianista debiutował w 1940 roku z orkiestrą filharmonii moskiewskiej, grając Koncert fortepianowy C-dur KV 503 Mozarta.
Zdobył nagrodę na światowym festiwalu studenckim w Berlinie Wschodnim (1951), V nagrodę na festiwalu im. królowej Elżbiety Belgijskiej w Brukseli (1956) i III nagrodę na festiwalu im. Ferenca Liszta w Budapeszcie. W 1958 roku po raz pierwszy wystąpił poza blokiem wschodnim, grając w Royal Festival Hall w Londynie. Międzynarodową sławę zdobył jednak dopiero po serii koncertów we Włoszech (1970) i Stanach Zjednoczonych (1971 i 1976). W 1990 roku opuścił Rosję i wyjechał do Włoch, w 1994 roku przyjął włoskie obywatelstwo.
Ceniony był jako wykonawca utworów Schumanna, Liszta, Czajkowskiego, Skriabina i Prokofjewa. Dokonał licznych nagrań płytowych, m.in. I Koncertu fortepianowego b-moll Czajkowskiego pod batutą Herberta von Karajana. Jego synem był skrzypek Pawieł Berman, który często występował wspólnie z ojcem.